# Tadeusz Szymański (polityk)
Tadeusz Szymański (ur. 10 marca 1914 w Trzydniku, zm. 26 grudnia 1998 w Kraśniku) – polski ślusarz, poseł na Sejm PRL V kadencji.

## Życiorys
Syn Michała i Marii. Uzyskał wykształcenie średnie niepełne, z zawodu ślusarz. Pracował jako brygadzista Kontroli Technicznej w Kraśnickiej Fabryce Wyrobów Metalowych w Kraśniku. 
Działał w Komunistycznej Partii Polski w latach 1934–1938, od 1943 w Polskiej Partii Robotniczej, a po zjeździe zjednoczeniowym w 1948 – w Polskiej Zjednoczonej Partii Robotniczej. W 1969 uzyskał mandat posła na Sejm PRL z ramienia PZPR w okręgu Kraśnik. Zasiadał w Komisji Pracy i Spraw Socjalnych oraz w Komisji Przemysłu Ciężkiego, Chemicznego i Górnictwa.

## Odznaczenia
- Krzyż Oficerski Orderu Odrodzenia Polski
- Krzyż Partyzancki
- Medal Zwycięstwa i Wolności 1945